# Framingham Earl
Pour les articles homonymes, voir Framingham (homonymie) et Earl.
Framingham Earl est une paroisse civile et un village du Norfolk, en Angleterre.